# Brachyuromys betsileoensis
Brachyuromys betsileoensis es una especie de roedor de la familia Nesomyidae.

## Distribución geográfica
Se encuentra sólo en Madagascar.

## Hábitat
Su hábitat natural son: bosques subtropicales o tropicales y  matorrales secos.